# Saint-Germainmont
Saint-Germainmont – miejscowość i gmina we Francji, w regionie Grand Est, w departamencie Ardeny.
Według danych na rok 1990 gminę zamieszkiwało 868 osób, a gęstość zaludnienia wynosiła 55 osób/km².